# Tenchu: Stealth Assassins
Tenchu: Stealth Assassins, conhecido no Japão simplesmente como Tenchu (天誅), sendo o primeiro da série Tenchu, é um jogo eletrônico de stealth no qual o jogador toma o papel de um ninja, progredindo através das dez fases e cumprindo os objetivos contidos destas. Personagens jogáveis incluem Rikimaru ou Ayame.

## Recepção
Tenchu: Stealth Assassins recebeu críticas "geralmente favoráveis", de acordo com o agregador de críticas Metacritic. Foi classificado como o 54.º melhor jogo de todos os tempos pela equipe da Game Informer em 2001: "Tenchu: Stealth Assassins mostrou ao mundo dos games que são necessárias mais do que roupas escuras e atirar objetos pontiagudos para torná-lo um ninja. Forçando os jogadores a aprender e utilizar técnicas furtivas, não somente para se destacar, mas unicamente para sobreviver, Tenchu é um jogo desafiador e enervante que deixa você gritando de frustração e depois se arrastando de volta por mais."
Next Generation analisou a versão para PlayStation do jogo, classificando-a em quatro estrelas de cinco, e afirmou que "A natureza complicada e envolvente das várias missões torna Tenchu uma aventura para um jogador altamente envolvente - o tipo de coisa que as noites longas são feitas".
Next Generation também analisou a versão para PlayStation do jogo nos EUA, classificando-a em quatro estrelas de cinco, e afirmou que a "Activision fez mudanças significativas na conversão, mas parece que os desenvolvedores fizeram correções de bugs improvisadas e adicionaram material de enchimento ao invés de melhorar o jogo."
Tenchu: Stealth Assassins alcançou vendas de mais de 500.000 cópias no Japão até junho de 1998, antes de seu lançamento nos Estados Unidos.